# Достиев, Абдулмаджид Салимович
Абдулмаджи́д Сали́мович Достие́в (тадж. Абдулмаҷид Салимович Достиев; род. 10 мая 1946, Курган-Тюбе, Таджикская ССР, СССР) — чрезвычайный и полномочный посол Республики Таджикистан в Российской Федерации.

## Биография
Родился 10 мая 1946 года в г. Курган-Тюбе Таджикской ССР.
Окончил Таджикский Сельскохозяйственный институт (1974), Ташкентскую высшую партийную школу (1987).
С 1965 по 1968 служил в рядах Советской армии.
С декабря 1968 работал в колхозе им. Ленина Курган-Тюбинского района.
С мая 1969 — слушатель подготовительного отделения, затем — студент Сельхозинститута, который окончил с отличием.
С июня 1974 — агроном-энтомолог, бригадир хлопководческой бригады колхоза им. Ленина.
В апреле 1975 сентябре 1977 — старший агроном управления сельского хозяйства Курган-Тюбинского горисполкома.
С сентября 1977 — инструктор орготдела Курган-Тюбинского горкома Коммунистической партии Таджикистана (КПТ).
В марте-июле 1980 — заместитель председателя — секретарь парткома колхоза им. Ленина Курган-Тюбинского р-на.
С июля 1980 — заведующий орготделом Коммунистического райкома КПТ.
В 1984—1987 годах учился в Высшей партийной школе г. Ташкента. По окончании получил специальность политолога.
С апреля 1987 — председатель Комитета народного контроля Коммунистического района.
С декабря 1988 — председатель исполкома Совета Народных депутатов Коммунистического района.
С 1990 по май 2007 года был депутатом Парламента Республики Таджикистан.
С 1992 по 1995 год (избран на XVI сессии) — 1-й заместитель председателя Верховного Совета РТ.
В 1994 году Верховным Советом Республики Таджикистан он был избран заместителем Председателя Конституционной Комиссии Республики Таджикистан и руководителем рабочей группы по подготовке проекта действующей Конституции Республики Таджикистан.
В декабре 1994 года создал Народную партию Таджикистана и был избран её председателем. В апреле 1998 года (на III съезде) партия переименована в Народно-демократическую партию Таджикистана (НДПТ). В марте 1998 года в неё официально вступил президент Э. Рахмонов, на IV съезде он был избран председателем партии, а Достиев стал его первым заместителем.
С 1995 года — народный депутат Маджлиси Оли, на первой сессии избран 1-м зам. Председателя Маджлиси Оли Таджикистана (апрель 1995-февраль 1996).
С февраля 1996 года из-за нестабильности, исходящей из южного региона и грозящей распаду страны, одновременно был назначен исполняющим обязанности председателя хукумата Хатлонской области.
С 1994 года был руководителем правительственной делегации на межтаджикских переговорах в Тегеране и Исламабаде. Им было подписано с оппозиционерами первое мирное соглашение (09.1994 г. Тегеран).
С июля 1997 — заместитель председателя Комиссии по национальному примирению — руководитель её правительственной части.
С 2001 — 1-й вице-спикер Маджлиси Намояндогон (нижней Палаты Парламента Таджикистана), член фракции НДПТ.
С 2005 — депутат Маджлиси Намояндогон (нижней палаты) Маджлиси Оли 3-го созыва. Избран по общереспубликанскому списку как член НДПТ, на выборах возглавлял список партии.
В марте 2005 года переизбран на пост 1-го вице-спикера в Маджлиси Оли нового созыва.
Со 2 мая 2007 по 2014 год — Чрезвычайный и Полномочный Посол Республики Таджикистан в Российской Федерации, по совместительству, на Украине (2007—2010).
Являлся одним из активных борцов за восстановление конституционной власти и законности в Республике Таджикистан. Возглавляя правительственную делегацию на межтаджикских переговорах и будучи заместителем Председателя КНП, он внёс достаточно весомый вклад в достижении национального примирения, реализацию Общего соглашения о восстановлении мира и национального согласия в Республике Таджикистан, создания атмосферы доверия и взаимопонимания, налаживания широкого диалога различных политических сил страны в интересах восстановления и укрепления гражданского согласия в Таджикистане.
Как первый заместитель Председателя Парламента, непосредственно руководил законотворческой деятельности страны. Им написаны монография «Новая Конституция — отражение преобразования в Таджикистане», «Позиция», «Перинные слезы», «Партия порождённая ответственностью», «Конституция Республики Таджикистан 1994 года: история разработки, принятия внесение изменений и основные положения», «От себя не сможешь убежать», «Таджикистан — разрушение и созидание», «Независимость Таджикистана и её исторические уроки», «Таджикистан после распада СССР», «Жизненный багаж» и ряд статей, посвященных проблемам первой Конституции Независимой Республики Таджикистан, в частности «Разделение властей в Конституции Республики Таджикистан», «Судебный контроль за соблюдением конституционных прав и свобод. Международное сотрудничество правоохранительных органов в борьбе с организованной преступностью и наркобизнесом», «Конституция Республики Таджикистан. Пути её реализации», «Таджикистан в 90-е годы и проблемы разработки новой Конституции страны», «Конституционное закрепление личных прав граждан Республики Таджикистан», «Государство осталось светским» и ряд других публикаций.
Написал десять монографий по государственному строительству, новейшей истории Республики Таджикистан и сборник стихов на таджикском языке, а также более 400 статей и публикаций научно-тематических, правовых публицистических статей в научных журналах, сборниках и других печатных изданиях.
Кандидат юридических наук, доктор политических наук, владеет русским, персидским и узбекским языками. Имеет дипломатический ранг Чрезвычайного и Полномочного Посла.
Женат, имеет пятерых детей, есть внуки.

## Награды и звания
Указом Президиума Верховного Совета СССР в 1981 году награждён медалью «За трудовое отличие», ему присуждено звание «Заслуженный деятель науки и техники Таджикистана».
Является признанным государственным и политическим деятелем, жизнь и деятельность, которого неразрывно связана с новейшей историей независимого Таджикистана. За выдающиеся заслуги перед Родиной и обществом он награждён орденом «Исмоили Сомони», также награждён орденами «Дусти» Республики Таджикистан и орденом «Содружества» (2002, МПА стран СНГ), Международный Благотворительный Фонд «Меценаты Столетия» вручил ему Золотой орден мира 1, 2 и 3 степени, а также многочисленными медалями Таджикистана, России и Афганистана